# Xperia Play
O Xperia Play, (estilizado Xperia PLAY e de codinome Zeus) é um console portátil smartphone produzido pela Sony Ericsson. Sob a marca de smartphones Xperia rodando Android 2.3 Gingerbread, o dispostivo é o primeiro a ser parte do programa PlayStation Certified o que significa que ele pode rodar jogos PlayStation Mobile. O dispositivo foi originalmente projetado para carregar a marca PlayStation, porém foi esclarecido que isso seria uma certificação de ser parte do programa PlayStation Certified.
Em 4 de março de 2010, o dispositivo foi anunciado pela primeira vez com o codinome de PlayStation Phone, mas os rumores estavam se espalhando muito antes de a Sony anunciar o dispositivo já em 2005.
Em 13 de fevereiro de 2011, na Mobile World Congress (MWC) 2011, foi anunciado que o dispositivo estaria sendo vendido globalmente em Março de 2011 com uma programação de lançamento de cerca de 50 títulos de software. Nos EUA, o Xperia Play estava inicialmente disponível apenas pela operadora Verizon, até o lançamento do Xperia Play 4G pela AT&T.